# Pelicaniformes
Els pelicaniformes (Pelecaniformes) són un ordre d'ocells aquàtics de grandària mitjana a alta que es troben arreu del món. Es distingeixen d'altres ordres d'ocells pel fet de posseir peus amb els quatre dits membranats (totipalmats). La majoria presenten una clapa nua a la gola. Existeixen unes 57 espècies.
Darrerament s'ha discutit molt la taxonomia del grup, ja que estudis moleculars suggereixen que les similituds entre pelicaniformes són el resultat d'evolució convergent i no pas d'una ascendència comuna. D'aquesta manera el grup seria polifilètic i no podria constituir un clade veritable. Els estudis d'ADN de Sibley i Ahlquist situen els pelicaniformes juntament amb els corbs marins, els cabussets, els becplaners, els voltors americans, els pingüins, els petrells, les cigonyes i les calàbries dins d'un subgrup en l'ordre molt més extens dels Ciconiiformes.

## Famílies de pelicaniformes
Tradicionalment s'ha considerat l'ordre dels pelicaniformes format per les següents famílies:
- Pelecanidae: Els pelicans. Ocells molt grans amb bosses a la gola on acumules i desen els peixos mentre cacen.
- Sulidae: Els mascarells. Ocells mitjans que cacen llençant-se a l'aigua des de l'aire i submergint-se. Ales llargues i sovint peus i becs acolorits.
- Phalacrocoracidae: Els corbs marins. Ocells mitjans amb becs en forma de ganxo i plomatge negre o molt fosc, no totalment impermeable.
- Fregatidae: Les fregates. Ocells grans amb plomatge negre i blanc, ales molt llargues i hàbits de caça parasitaris (cleptoparasitisme). Bosses inflables vermelles característiques a la gola.
- Anhingidae: Les anhingues. Família de quatre espècies, amb becs llargs i colls també llargs i ondulants. Poden nedar amb el cos submergit. El plomatge no és totalment impermeable.
- Phaethontidae: Els faetons. Ocells mitjans, amb hàbits més marins que la resta de pelicaniformes. Els adults tenen llargues plomes caudals centrals i no presenten la típica clapa a la gola. Basant-se en estudis genètics, modernament aquesta família s'ha situat al seu propi ordre dels faetontiformes (Phaethontiformes).[1]
- Plotopteridae: Els plotoptèrids. Un grup extint d'ocells marins semblants als pingüins.

Més tard es van incloure a l'ordre dels pelecaniformes una sèrie de famílies tradicionalment situades als ciconiformes.
- Threskiornithidae. Ibis i becplaners. Aus de potes llargues, amb becs especialitzats fins i corbats en el cas dels ibis o plans en el cas dels becplaners.
- Ardeidae. Ardèids. Aus de variable grandària, amb coll llarg retret cap arrere mentre estan en vol.
- Scopidae. Ocell martell. Família monotípica.
- Balaenicipitidae. Bec d'esclop. Família monotípica.

Arran la convenció de 2010 de l'American Ornithologists' Union, altres autoritats taxonòmiques com el Congrés Ornitològic Internacional van separar quatre de les famílies tradicionalment classificades als pelicaniformes, en un ordre nou: els suliformes. D'aquesta manera, a la classificació del IOC (versió 2.6, 2010) l'ordre dels pelecaniformes apareix format per cinc famílies:.
- Família Threskiornithidae.
- Família Ardeidae.
- Família Scopidae.
- Família Balaenicipitidae.
- Família Pelecanidae.